# In hac tanta

Wappen Benedikts XV.

In hac tanta ist eine Enzyklika von Papst Benedikt XV., die am 14. Mai 1919 veröffentlicht wurde. Sie ist an den Kölner Erzbischof Felix Kardinal Hartmann, den Vorsitzenden der Fuldaer Bischofskonferenz, und die deutschen Erzbischöfe gerichtet, trägt den Untertitel „Über den Heiligen Bonifatius“ und erscheint aus Anlass der „1200-Jahr-Feier zur Evangelisation Deutschlands“.

## Der Anlass
Die Welt befinde sich zurzeit – kurz nach dem Ende des Ersten Weltkriegs – in großen Schwierigkeiten, und über große Leiden hinaus gebe es auch die tägliche Sorge um die Kirchen. Der Papst habe die zurückliegenden Ereignisse, die Unordnung und Anarchie, die noch vor kurzem in diesem (also in Deutschland) und anderen Ländern herrschte, verfolgt. Die Spannungen hielten immer noch an, und daher sei es in diesen dunklen Zeiten angebracht, auf den zwölfhundertsten Jahrestag der Evangelisation hinzuweisen.
Es sei der Heilige Bonifatius gewesen, der auf Geheiß des Heiligen Stuhles die ersten Glaubens- und Evangelisationsanfänge nach Deutschland brachte. Sein außergewöhnlicher Ruhm, der schließlich durch das Martyrium endete, brächte ihm den Ruf als Apostel der Deutschen ein.

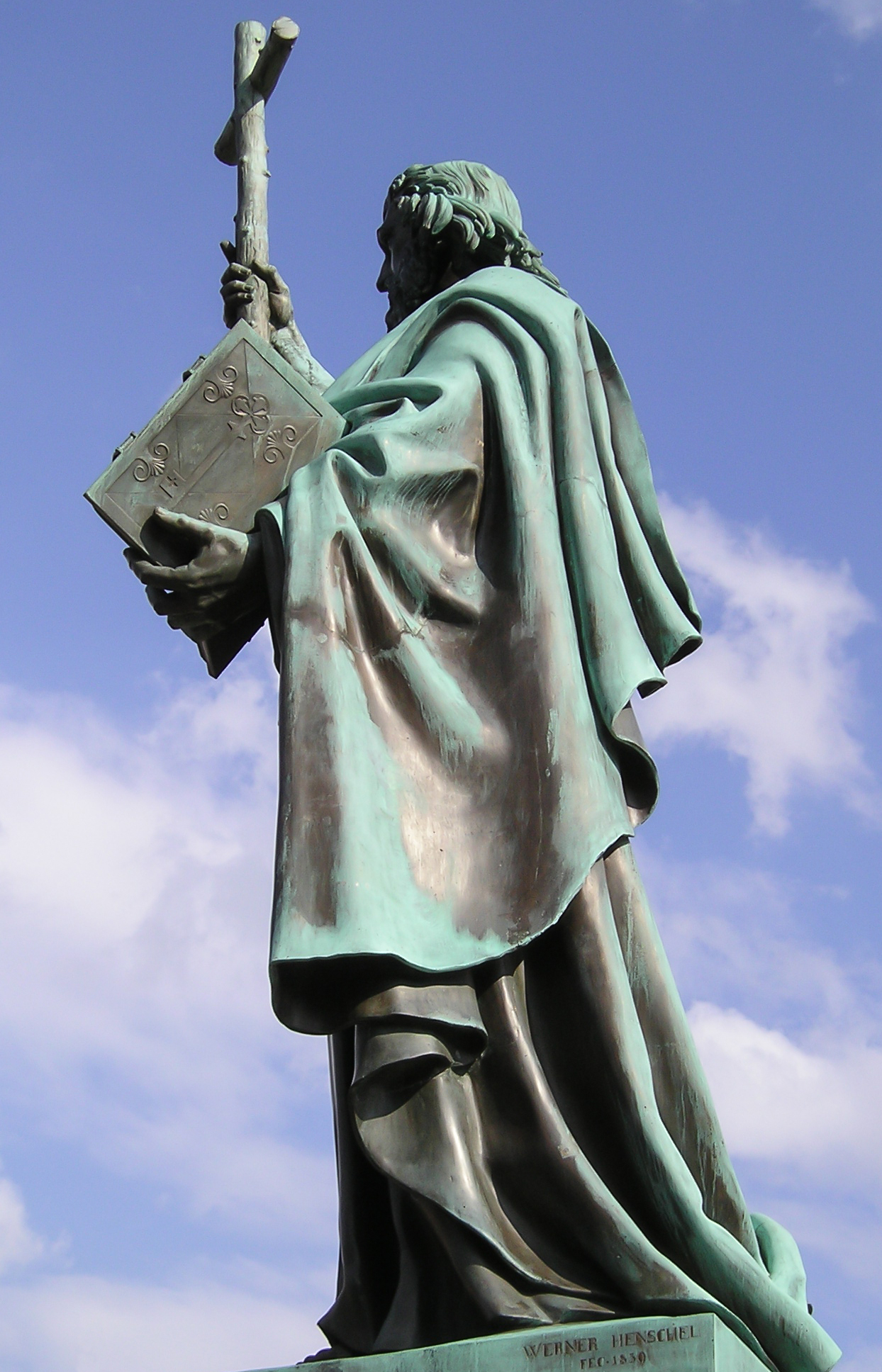
Bonifatiusstatue in Fulda

## Zum Gedenken an den Heiligen
Nun zwölf Jahrhunderte später sei es angebracht, den Beginn dieser neuen Ära mit Festen würdig zu begehen. Bonifatius hätte mit seiner Mission und seinen Predigten die christliche Zivilisation nach Deutschland gebracht und sei als Nachfolger der Apostel aufgetreten. Ein weiterer Grund, dieses Jubiläum zu feiern, sei der Wunsch, die religiöse Einheit und den Frieden für die Zukunft wiederherzustellen. Hier sei es Bonifatius gewesen, welcher der perfekte Friedensbote und derjenige gewesen sei, der die Beziehungen zwischen dem Heiligen Stuhl und der Nation verbessert habe.

## Über den heiligen Bonifatius
Papst Benedikt XV. würdigt das Leben des Heiligen und schreibt: Es war der Bischof Willibald von Mainz, der das Leben des Bonifatius niedergeschrieben habe, und dieser schildere Bonifatius als einen Zeitgenossen, dessen Tugenden und Taten die Anfänge der Mission in den deutschen Landen vorangetrieben haben. Bonifatius habe auch erkannt, dass die Früchte seiner Arbeit nur in der Zustimmung und Zusammenarbeit mit dem Apostolischen Stuhl begründet sei. Papst Gregor II. sandte ihn hinaus, um das Evangelium zu verkünden, und schließlich predigte Bonifatius zu den deutschen Menschen und forderte das Volk auf, die Riten und Regeln der Heiligen Sakramente zu befolgen. Im Eifer seiner Mission drängte er ständig zu neuen Handlungen, so kam er in andere Länder und Regionen und sprach dort mit den Regierenden. Papst Gregor II. weihte Bonifatius zum Bischof und erhob ihn zum Missionsbischof für alle Provinzen Deutschlands. Der nachfolgende Papst Gregor III. erkannte den hohen Wert dieses „Boten“ und übergab ihm das Pallium eines Erzbischofs.
Der Papst erinnert weiterhin an die Neugründungen von Diözesen, an den Aufbau von Klöstern und Kirchen, an die Errichtung von Krankenhäusern und den Beginn der Evangelisation in anderen Ländern. Bei seinem dritten Besuch in Rom habe ihn der Papst mit großer Ehrerbietung empfangen und ihn mit heiligen Geschenken und wichtigen Briefen versehen. Auch die beiden Papstnachfolger Zacharias und Stephan II. würdigten die Tätigkeit des Bonifatius und bestätigten ihn als „Apostel von Deutschland“.

## Wünsche an die deutschen Bischöfe
Der Grundsatz Benedikts XV. lautete: „Das Wohlergehen der Kirche hängt von der Würde des Papsttumes ab, daher müsse dem Papst eine souveräne und unabhängige Macht zustehen“. Die vergangene Geschichte der Uneinigkeiten müsse nun überwunden werden, die letzten Massaker und Katastrophen würden die gegenwärtige Zeit belasten und deshalb sollten man diese bedauern. Die Wiederherstellung der alten Einheit – so wie sie mit Bonifatius bestand, welcher die „Einheit in Liebe“ predigte – müsse man nun anstreben. Diese neue Einheit in Liebe würde dann auch zu den Verhandlungen um einen Friedensvertrag beitragen und sich über die Welt verteilen.